# Friedrich von Motz

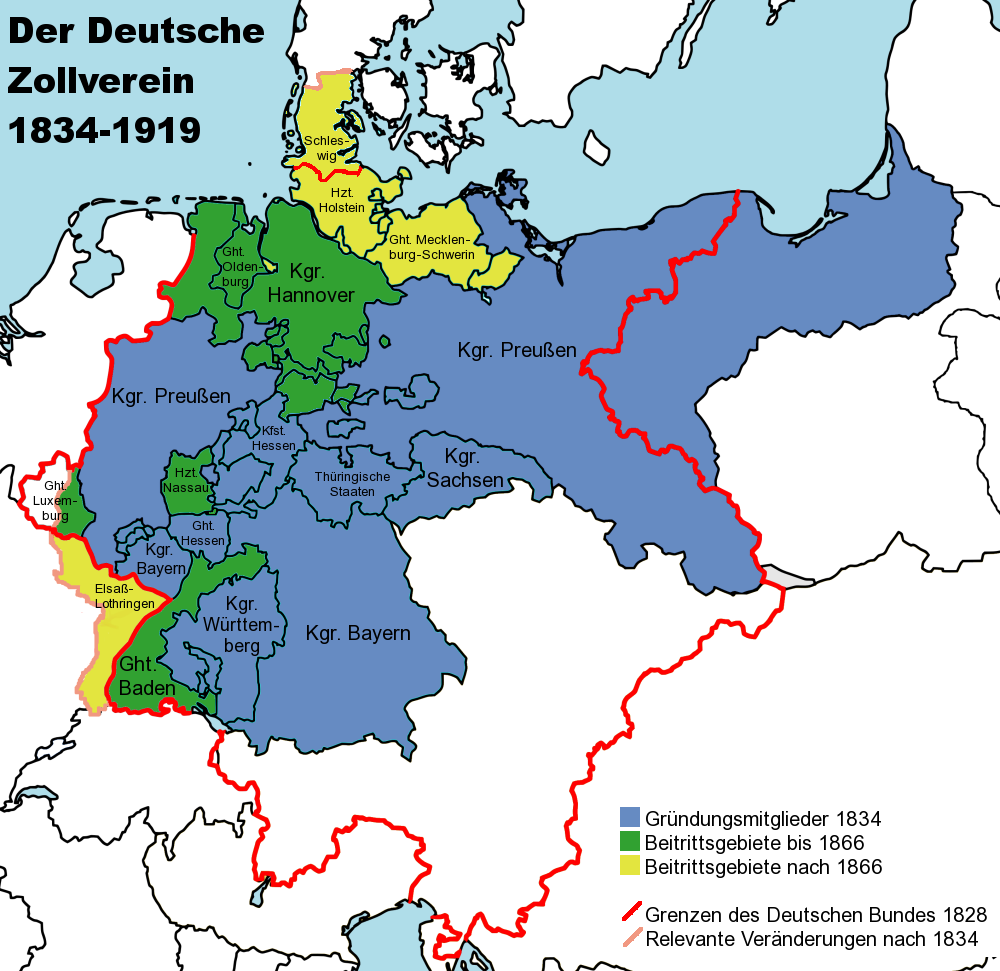
L'union douanière nord-allemande, ou Zollverein, est largement le fruit du travail du baron von Motz. Les membres fondateurs sont ici indiqués en bleu (1834).

Friedrich Christian Adolf von Motz (né le 18 novembre 1775 à Cassel; † le 30 juin 1830 à Berlin), homme politique prussien éminent, fut le concepteur et la cheville ouvrière du Zollverein.

## Origine
Il est issu d'une famille de fonctionnaires hessois. Son arrière-arrière-grand-père, le conseiller à la guerre Johann Christian Motz (de), est commandant du palais et de la forteresse de Cassel. Son grand-père est Christian Heinrich Motz (1687-1751), seigneur d'Oberurff, conseiller privé de Hesse et vice-chancelier du gouvernement à Cassel.
Ses parents sont le conseiller privé électoral et président de la Haute Cour d'appel Justin Motz (1733-1813) et son épouse Johanna Rieß (1744-1818), une fille du conseiller privé électoral Johann Philipp Rieß (1693-1768). Son père est élevé à la noblesse impériale en 1780. Un fils de son oncle, le conseiller privé Franz Benjamin Rieß, est le ministre électoral de Hesse Franz Hugo Rieß von Scheurnschloß (de) (1781-1857).

## Biographie
Motz étudie le droit à Marbourg entre 1792 et 1794 et entra en 1795 comme auditeur dans l'administration prussienne à Halberstadt. Il y est nommé conseiller régional titulaire en 1801. Il exerce cette magistrature de 1803 à 1807 à Eichsfeld.
Pendant l'occupation française, entre 1808 et 1813, il est au service du royaume de Westphalie en qualité d'inspecteur du Trésor à Heiligenstadt.
À la chute de Napoléon Ier, il fait partie du gouvernement provisoire mis sur pied à Halberstadt par von Klewitz puis, la création d'un district d'Erfurt en 1816 ayant pu aboutir, Motz en devient le premier président. Le gouvernement prussien lui confie parallèlement la direction de la Saxe prussienne, d'abord à titre précaire (1821-1824), puis en novembre 1824 à titre définitif, avec des bureaux à Magdebourg. À cette époque, Motz se consacre à la réforme judiciaire et à l'urbanisme prôné par Stein. Aussi son nom est-il aujourd'hui surtout associé au percement de nombreux boulevards et au développement d'industrie textiles décentralisées.
Appelé par le roi de Prusse à Berlin en qualité de conseiller privé et de ministre des finances, il quitte Magdebourg le 16 juin 1825. C'est à ce poste qu'il conçoit et commence à mettre en application un projet d'union douanière, le Zollverein, dont il ne voit pourtant pas l'achèvement (1834). Cette initiative, économique dans sa forme, devait en quelques décennies marginaliser la couronne d'Autriche et asseoir l'hégémonie prussienne sur les états de langue allemande.
Von Motz voyait dans le Zollverein une étape vers l'unification des petits États de langue allemande avec la Prusse.
Il est enterré au cimetière de Dorotheenstadt de Berlin.

## Famille
Il épouse Albertine von Hagen (1779-1852), héritière des domaines de Vollenborn et de Rehungen, à Halberstadt en 1799. Elle est la fille de l'administrateur de l'arrondissement d'Halberstadt, Karl von Hagen (1756-1804) et de la comtesse Henriette von Schlitz dite von Görtz. Le couple a cinq enfants survivants, dont :
- Sophie Marie Auguste (née le 19 février 1807 et morte le 9 décembre 1856) mariée à Johann Friedrich August Rudolf Hiller von Gaertringen (de) (né le 4 mai 1801 et mort le 27 octobre 1866)[3].
- Albertine (morte en 1865) mariée en 1819 avec Friedrich Anton Ernst Ferdinand von den Brincken (de) (né le 23 février 1793), administrateur de l'arrondissement de Birnbaum[4].
- Justin Heinrich, forestier à Cöslin
- Bernhard Rudolf (1804-1862), chef forestier à Leubusch
- Ernst Karl Adrian (de) (né le 10 septembre 1805 et mort le 22 février 1858), administrateur de l'arrondissement de Samter et de l'arrondissement de Kröben, marié avec Emma Viktoria von Frankenberg und Proschlitz (de) (née le 17 mars 1816 et morte le 28 août 1868).

## Décorations
- Chevalier de l'Ordre de l'Aigle Rouge de 2e classe
- Croix de fer

La ville de Magdebourg lui a dédié l'une de ses plus belles avenues, la Motzstrasse. Il existe un boulevard de même nom (de) à Berlin dans le quartier de Schöneberg. Von Motz fut inhumé au cimetière communal de Dorotheenstadt et Friedrichwerder à  Berlin-centre.